# Highwaymen - I banditi della strada
Highwaymen - I banditi della strada (Highwaymen) è un film del 2004 diretto da Robert Harmon, con protagonisti James Caviezel, Rhona Mitra e Colm Feore.

## Trama
Lungo le desolate autostrade americane, si aggira uno psicopatico a bordo di una Cadillac Fleetwood Eldorado del 1972 che si diverte ad uccidere donne inermi, rubandone poi degli oggetti per ricordo. Ne fa le spese Molly assieme all'amica Alex. L'assassino causa un tamponamento a catena in una galleria coinvolgendo diverse auto, e blocca le due donne al suo interno. Mentre Alex sta cercando soccorsi, viene violentemente investita dalla Cadillac e muore sul colpo. Ad una seduta terapeutica di gruppo per persone vittime d'incidenti stradali, Molly, sopravvissuta e terrorizzata, incontra Rennie Cray, un uomo che ha perduto la moglie ad opera dello stesso psicopatico, e che è finito in carcere dopo essersi vendicato sull'assassino, tamponandolo violentemente e mutilandolo parzialmente. Rennie vuole aiutare Molly per arrivare al maniaco, di nome Fargo, e per questo la prega di rimanere in contatto con lui. A complicare la situazione si inserisce Will Macklin, un agente del dipartimento stradale. Dopo che Fargo colpisce per la seconda volta Molly, uccidendo un suo amico, Rennie irrompe nella scena con la sua Plymouth Barracuda Super Stock Hemi del 1968 e portando in salvo la ragazza che, scioccata, si ritrova con Rennie che gli racconta la sua storia per intero. I due escogitano un tranello per scovare Fargo.
Fargo e Rennie si sfidano nuovamente e il maniaco fa intendere dove vorrà consumare lo scontro finale: il vecchio motel dove la moglie era stata uccisa cinque anni prima.

## Produzione
Il film è stato girato in diverse location, negli Stati Uniti (Bakersfield, Kern River e altre zone della California) e nel Canada (Thorold e Toronto).
Highwaymen - I banditi della strada è stato realizzato con un budget ridotto, prodotto dalla indipendente New Line Cinema, e questo elemento emerge anche nel film stesso che è di breve durata, con pochi effetti speciali e senza il dispiegamento di mezzi delle pellicole hollywoodiane. L'interpretazione degli attori è vicina allo stile western, con poche battute ed espressività ridotta al minimo. Un elemento esterno al genere western è invece la fusione uomo/macchina che avviene nei personaggi. Fargo è legato alla macchina essendo paraplegico e mutilato, Rennie non può essere da meno dovendo sfidare il suo nemico che si muove solo attraverso il suo veicolo. Non per altro, le auto sono le vere protagoniste del film, e rubano spesso e volentieri la scena agli attori, trattandosi anche di due veicoli singolari.

## Incassi
Il film ha incassato 110871 $ in Italia, 371396 $ negli Stati Uniti e 2394737 $ globalmente.

## Slogan promozionali
Il film venne lanciato con la tagline «When murder is no accident, revenge is no crime.» («Quando un omicidio non è un incidente, la vendetta non è un crimine"), presentata nel trailer principale. La stessa viene riportata anche sulla copertina dell'edizione in DVD. Nella locandina originale, invece, compariva un'altra tagline, «Terror hits the road». Tra l'altro, l'immagine sulla copertina del DVD e quella della locandina originale sono diverse.

## Riconoscimenti
Il film ha ricevuto candidature per due premi: una per René Ohashi ai Canadian Society of Cinematographers Awards del 2005 e un'altra da parte della Golden Trailer Awards per il premio Golden Fleece nel 2004.